# Trzeci Testament (Księga prawdziwego życia)
Trzeci Testament – kompendium dwunastu utworów zatytułowanych Księga Prawdziwego Życia, będących zapisem objawień wśród katolików na terenie Meksyku w latach 1866–1950. Owe objawienia miały występować równocześnie w wielu miejscach na terenie kraju. W każdą niedzielę  zwolennicy tego spirytualistycznego ruchu zbierali się w grupy, aby poprzez wpadających w rodzaj ekstazy „przekazicieli" słuchać pouczeń mającego mówić przez nich "ducha". Zdarzenie to było według jego wyznawców powtórnym przyjściem Chrystusa na ziemię, a spisane pouczenia – korektą, rozszerzeniem i objaśnieniem chrześcijańskich pism. Mający przemawiać ustami „przekazicieli” Boski Duch nazywał się obiecanym apostołem, Duchem Prawdy, Pocieszycielem, który przyszedł do ludzi, aby pozostawić dla przyszłych generacji naukę, która dla tych, którzy zechcą ją studiować, w czasach ostatecznych będzie "Nową arką".
Początek ruchowi dał Roque Rojas. W 1864 roku miał on doznać objawienia, w którym zostało mu zapowiedziane, że został wybrany, aby przez niego przemówił duch Eliasza, jako tego, który "przygotowuje ścieżki Pańskie". Roque Rojas założył „Wspólnotę Siedmiu Pieczęci”, która miała oczekiwać na przybycie "Boskiego Mistrza". Pierwszym „przekazicielem” była w roku 1884 jedna z wiernych – Damiana Owiedo. Od tamtej pory objawienia te trwały – według wizjonerów – nieprzerwanie do 1950 roku.
Trzeci Testament, według słów rzekomo objawiającego się Chrystusa, po czasie sporów pomiędzy chrześcijanami, członkami różnych sekt, Żydami  a spirytualistami ma zostać uznany przez ludzkość jako trzecia część Biblii, tworząc w ten sposób z pozostałymi dwiema (Starym i Nowym Testamentem) jedną całość i fundament, na którym ma oprzeć się wszelki porządek w nowym, powstającym po zapowiedzianym oczyszczeniu ludzkości, świecie.
Ostatecznie objawienia te zostały odrzucone przez Kościół katolicki jako nieautentyczne.